# Mülenen

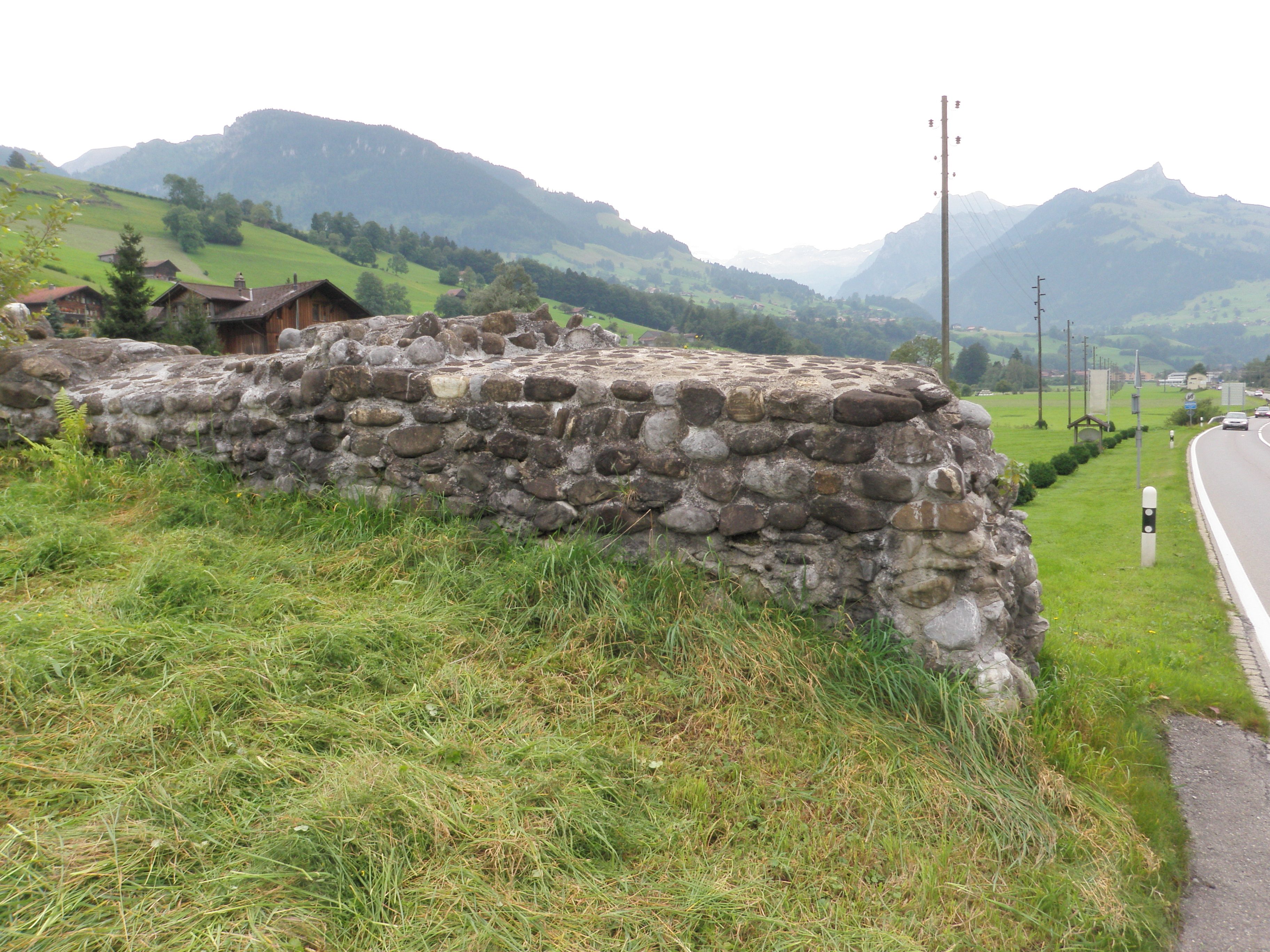
Letzimuur bij Mülenen

Mülenen is een plaats op 692 m hoogte in het Kandertal in het Berner Oberland in Zwitserland. De Suldbach deelt het plaatsje in tweeën en is tegelijk de gemeentegrens tussen Reichenbach im Kandertal en Aeschi bei Spiez. Mülenen is een van de dorpen van de gemeente Reichenbach. Mülenen ligt aan de Lötschberglinie. Aan de rand van het dorp, aan de overzijde van het spoor, voert de Niesenbahn naar de Niesen.

## Geschiedenis en archeologie
In Mülenen stond de middeleeuwse burcht Mülenen en een muur als dalversperring. Zwitsers noemen dit een Letzimauer. De muur liep dwars door het dal. In 1990 en 1995 werd de muur vrijgemaakt en geconserveerd door de archeologische dienst van het kanton Bern. In de gegraven bron (vooral in Zwitserland Sodbrunnen genoemd) van de burcht werd onder andere een middeleeuwse schaakfiguur van hout met rijke versiering gevonden.
De Sperrstelle Mülenen stamt uit de Tweede Wereldoorlog en geldt als militair-historisch gedenkteken met regionaal belang.

## Bekende inwoners
- Jakob Paul Gillmann (* 25 april 1953), schrijver